# Il'ja Grubert
Il'ja Chajmovič Grubert (in russo Илья Хаймович Груберт?, in lettone Iļja Grūberts; Riga, 13 maggio 1954) è un violinista sovietico naturalizzato olandese.

## Biografia
Il'ja Grubert intraprende lo studio del violino nella Scuola di musica "E. Darzin" della sua città natale. Vince il primo concorso violinistico a 14 anni e, riconosciute le sue grandi doti virtuosistiche, viene in seguito ammesso alla Scuola di musica centrale di Mosca per studiare con grandi insegnanti quali Jurij Jankelevič e Zinaida Gilel's. Successivamente si perfeziona con Leonid Kogan al Conservatorio di Mosca.
Grubert ottiene il suo primo successo importante al Concorso internazionale di violino Jean Sibelius di Helsinki nel 1975, dove vince il secondo premio. Il successo internazionale arriva poi con la vittoria del Premio Paganini di Genova (1977) e del Concorso Čajkovskij di Mosca (1978).
Da quel momento ha inizio la sua brillante carriera concertistica, che lo porta a esibirsi da solista con grandi orchestre europee tra cui l'Orchestra filarmonica di Mosca, l'Orchestra filarmonica di San Pietroburgo, l'Orchestra nazionale russa, la Staatskapelle Dresden, la Filarmonica di Rotterdam, l'Orchestra Filarmonica dei Paesi Bassi e la Filarmonica di Helsinki.
Ha collaborato con importanti direttori d'orchestra come Mariss Jansons, Gennadij Roždestvenskij, Voldemar Nelson, Mark Wigglesworth, Maksim Šostakovič e Yoel Levi.
Suona il Pietro II Guarneri "Wieniawski" del 1740. Attualmente è docente del Conservatorio di Amsterdam, città dove risiede.